# Flavonolo 3-O-glucosiltransferasi
La flavonolo 3-O-glucosiltransferasi è un enzima appartenente alla classe delle transferasi, che catalizza la seguente reazione:
UDP-glucosio + un flavonolo ⇄ UDP + un flavonolo 3-O-β-D-glucoside
L'enzima agisce su una varietà di flavonoli, tra i quali la quercetina ed il quercetin 7-O-glucoside. È diversa dalla flavone 7-O-beta-glucosiltransferasi (numero EC 2.4.1.81).